# Hagelkruis Ekeren
Het Hagelkruis van Ekeren is een hagelkruis dat opgesteld staat in het centrum van Ekeren, een district van de Belgische stad Antwerpen. Het kruis staat aan de straat Groot Hagelkruis en op ongeveer 150 meter zuidelijker ligt de straat Klein Hagelkruis. Op ongeveer 150 meter ten zuidoosten van het kruis staat de Sint-Lambertuskerk. Direct ten noorden van het kruis ligt het Sint-Lambertusinstituut, inmiddels campus Lambertus van scholengemeenschap Moretus Ekeren.

## Geschiedenis
Lang geleden zou er in Ekeren en omgeving volgens de overlevering hevige hagelbuien met felle onweders gewoed hebben die de velden hadden verwoest. Na een Hemelvaartsdag gebeurde het opnieuw en de hagel smolt weg, behalve op één plek waar het in de vorm van een kruis bleef liggen. Daar kwamen de dorpelingen bijeen om te bidden en de hagelbuien hielden op. Men plaatste toen alhier een groot arduinen kruis.
Reeds in de tweede helft van de 15e eeuw werden er hier ook Hagelkruisfeesten gehouden.
Op 3 oktober 1981 werd het Hagelkruis van Ekeren opnieuw opgericht.